# Stigmella elegantiae
Stigmella elegantiae là một loài bướm đêm thuộc họ Nepticulidae. Nó được miêu tả bởi Puplesis & Diškus năm 2003. Nó được tìm thấy ở Nepal.